# Афониад
Афониа́д (также Афонская академия греч. Αθωνιάδα Ακαδημία или Афонская школа греч. Αθωνιάδα Σχολή, или Афонская церковная академия греч. Αθωνιάς Εκκλησιαστική Ακαδημία) — единственное средне-специальное учебное заведение на Афоне, в Греции.

## История

Руины Афониада близ Ватопеда

В 1743 году, в период господства Османской империи, при монастыре Ватопед была основана первая на Афоне церковная школа, а её деятельностью с 1753 года руководил направленный патриархом Константинопольским Кириллом V на должность директора (схоларха) иеромонах Евгений (Вулгарис).
Новое учебное заведение пыталось соединить в себе систему обучения традиционному схоластическому богословию с популярными в тот период идеями европейского просвещения. Деятельность учебного заведения вызывала недовольство монашествующей братии из-за дидактического соединения в обучении античной философии и традиционного богословия. С восшествием на Константинопольский престол патриарха Каллиника IV, иеромонах Евгений (Вулгарис) в 1759 году был отозван с должности директора, а новаторские педагогические программы заменены на традиционные схоластические.
В 1821 году, в связи с началом революционного движение за освобождение Греции, деятельность Афониада была приостановлена и возобновлена лишь в 1842 году.
В 1845 году деятельность школы была перенесена в помещения в административном центре Афона — городе Карье. В этот период (1847—1851) в составе преподавателей был Варфоломей Кутлумушский .
С 1916 года (в период Первой мировой войны и послевоенного времени) школа была закрыта и возобновила свою деятельность в 1930 году. Среди преподававших в школе с 1936 по 1937 год был иеромонах Феодосий (Сидерис).
С 1940 года, с началом Второй мировой войны, деятельность школы вновь была остановлена.
С 1953 года деятельность школы возобновилась в помещениях близ Андреевского скита.

## Директора (схолархи)
- Евгений (Вулгарис) (1753—1769)
- Никифор (Гликас) (1856)
- Николай (Зерзулис)
- Хризостом (Анагностопулос) (1978—1982)
- Никифор (Констандину) (1988—1997)

## Выпускники
См. также Выпускники Афониада